# NGC 6375
NGC 6375 is een elliptisch sterrenstelsel in het sterrenbeeld Hercules. Het hemelobject werd op 15 mei 1864 ontdekt door de Duitse astronoom Albert Marth.

## Synoniemen
- UGC 10875
- MCG 3-44-9
- ZWG 111.42
- KCPG 519B
- NPM1G +16.0475
- PGC 60384